# Nor station
Nor Station (Nor stasjon) var en jernbanestation på Solørbanen, der lå i Kongsvinger kommune i Norge.
Stationen åbnede som holdeplads 3. november 1893, da banen mellem Kongsvinger og Flisa blev taget i brug. Den blev opgraderet til station 1. november 1917 og var bemandet som sådan indtil 1. juli 1963, hvor den blev nedgraderet til trinbræt. Betjeningen med persontog ophørte 12. august 1986, og 27. maj 1990 blev stationen nedlagt.
Stationens bygninger blev tegnet af Paul Due, der her for første gang prøvede kræfter med en jernbanestrækning. Stationsbygningen blev revet ned i 1970, men pakhuset står fortsat. Der er kun et spor tilbage på stationsområdet i dag.